# Kostel Nanebevzetí Panny Marie (Polná)
Římskokatolický kostel Nanebevzetí Panny Marie je největší polenský chrám, postavený v barokním slohu v letech 1700–1707. V roce 1958 byl vyhlášen kulturní památkou, v roce 2008 národní kulturní památkou.
Stavbu nového kostela na místě původního podpořil majitel panství Leopold Ignác z Ditrichštejna. Po jeho smrti roku 1708 se stavba pozastavila, chrám už nikdy nebyl dostavěn podle původního plánu. Odborníky hodnocena jako jedna z nejbohatěji vyzdobených církevních staveb v České republice. Uvnitř se nachází unikátní varhany, největší dochované vyrobené Janem Davidem Sieberem v českých zemích. O Vánocích se zde koná výstava betlémů, součástí kostela je od 25. srpna 2012 Církevní muzeum Polná.

## Historie
První chrám  Matky Boží na tomto místě dal založit majitel panství Jan I. z Polné  ve 13. století, patrně v raně gotickém slohu. Ve 14. století byla jeho stavba rozšířena. V roce 1418 přešla většina občanů Polné od katolicismu k českému husitství a správa chrámu do rukou husitských kněží, tento stav trval až do roku 1454. Od druhé poloviny 15. století do konce 16. století se zde střídali katoličtí a protestantští faráři. Od roku 1563 se v listinách připomíná jako děkanský chrám. Listiny z roku 1677 pod polenskou farností zmiňují i kostel sv. Mikuláše v Nížkově, jenž se osamostatnil v roce 1736, a kostel sv. Jakuba ve Velké Losenici, který se osamostatnil v roce 1696. 
Podle veduty města Polná, zachycené na mědirytině Matthiase Meriana z roku 1650, byl kostel trojlodní bazilikou, nad presbyteriem měl sanktusovou  věžičku pro dva zvonky. Gotická malovaná okna byla potvrzena nálezem fragmentů vitráží. Vedle chrámu byla přistavěná eucharistická kaple. Směrem k současnému Sezimovu náměstí, několik desítek metrů od kostela, stála vysoká věž zvaná Tábor, s bání ze 17. století a pěti starobylými zvony. Roku 1683 zámecký sládek Tomáš Křenek dal na své náklady zhotovit oltář sv. Kateřiny.  
Ferdinand Josef z Ditrichštejna, majitel Polné, v roce 1692 měl zadat vypracování projektu na rozšíření děkanského chrámu, který se však nezrealizoval. 
Leopold Ignác z Ditrichštejna zadal v roce 1699 u italského stavitele a architekta Domenico d'Angeli projekt na nový barokní chrám Nanebevzetí Panny Marie. Stavební příprava započala v roce 1699, zrušen byl přilehlý farní hřbitov, původní stavba kostela odstraněna roku 1700 a z něho ostatky sv. Liguriáše slavnostním průvodem přeneseny do nedalekého špitálního kostela sv. Anny, kde se sloužily bohoslužby, stejně jako v kostele sv. Kateřiny.  
Dělníci při stavbě zazdili většinu náhrobků v původním místě, zbývající roztloukli na dlaždice a použili do dlažby hlavní lodi nového kostela. Již v roce 1705 se v nedokončené stavbě konaly mše, první sloužil 21. listopadu děkan Pavel A. Haberlandt.
Ve dnech 8.–13. září 1707 chrám vysvětil světicí biskup pražský a strahovský opat Vít Seipel,  vysvětil  také 10 oltářů zasvěcených sv. Kříži, Všem svatým, sv. Anně, sv. Janu Křtiteli, hlavní oltář Nanebevzetí Panny Marie, sv. Filipu Nerejskému, sv. Judovi Tadeáši, čtrnácti svatým pomocníkům, Panně Marii, oltář zvaný kaple mrtvých.  
Po smrti Leopolda Ignáce z Ditrichštejna stavební práce ustaly a jeho mladší bratr Walter Xaver z Ditrichštejna se stal dědicem knížecího titulu i polenského panství. Dostavbu chrámu podpořil, v roce 1713 byl dokončen, včetně vnější výzdoby.  
Ze zamýšlené série soch na volutách vně bočních zdí chrámu nad hlavní lodí byly osazeny pod schodištěm ke kostelu pouze dvě, sv. Petra a sv. Pavla. Věž byla dokončena v roce 1715,  do věže byli zavěšeny čtyři zvony s názvy: Velký, Prostřední, Klampač a Husitský. Na výstavbě chrámu se podíleli stavitel Vít z Nového Veselí, bratři Jan a Pietr Spinetti, malíř Luca Antonio Colomba, štukatér a mramorář Giacomo Antonio Corbellini.
Církevní správa Polné i okolních obcí od roku 1784 spadá pod diecézi královéhradeckou. V roce 1841 se v chrámu konala primice zdejšího rodáka Františka Pojmona, zúčastnil se jí také v té době bohoslovec Karel Havlíček Borovský.
Požár města v roce 1863 zničil původní věž kostela a roztavil zvony, z jejich zbytků zhotovil jihlavský zvonař Josef Hilzer tři nové v roce 1864, s patrociniem sv. Klotildy, sv. Ignáce a Panny Marie, v roce 1867 ulil další dva menší zvony ke cti sv. Vojtěcha a sv. Jana Nepomuckého, vysvěcené 12. prosince 1867. Věž s výškou 64 m byla obnovena v roce 1895 podle návrhu architekta Františka Schmoranze, do věže zavěšeny zvony a umístěn hodinový stroj. 
Zvony byly z věže sneseny pro válečné účely v roce 1916 a na základě sbírky v roce 1924 byly zhotoveny dva nové, sv. Václava a sv. Jana Nepomuckého, v roce 1928 doplněny o další dva, Božího srdce Páně a Panny Marie, v roce 1942 z věže opět sneseny pro válečné účely.
Na základě sbírky v roce 1996 byly v roce 1998 vysvěceny pro chrám tři nové zvony, sv. Liguriáš, sv. Stanislav a Panna Maria.

### Program záchrany architektonického dědictví
V rámci Programu záchrany architektonického dědictví bylo v letech 2001–2012 na opravu památky čerpáno 23 620 000 Kč.
| rok    | 2001  | 2002  | 2003  | 2004  | 2005  | 2006  | 2007  | 2008  | 2009  | 2010  | 2011  | 2012  |
| ------ | ----- | ----- | ----- | ----- | ----- | ----- | ----- | ----- | ----- | ----- | ----- | ----- |
| částka | 1 700 | 1 500 | 1 400 | 2 000 | 2 100 | 2 500 | 3 300 | 2 700 | 1 000 | 1 000 | 2 420 | 2 000 |

## Architektura
Stavba má půdorys trojlodní baziliky, je 63,53 metrů dlouhá, 26,54 metru široká a 22,12 metru vysoká. Samotná věž má čtyři etáže a sahá do výšky 63,5 metru. Trojlodí má navzájem průchozí postranní kaple v bočních lodích a nad nimi empory, které využívalo literátské bratrstvo. Hlavní (západní) průčelí kostela je pětiosé, členěné pilastry s korintskými hlavicemi. V nice nad portálem hlavního vchodu je vsazena socha Panny Marie Immaculaty pod křížem.
Interiér má bohatou štukovou výzdobu kleneb a stěn mezilodních arkád, jejímž hlavním autorem byl Giacommo Corbellini a jeho dílna. Na výzdobě chrámu se mimo jiné podíleli dále italští umělci z rodiny Carlone, vídeňský sochař Mathias Roth, pozlacovač Agostino di Grandi, vídeňský dvorní truhlář Mauritz Cleigraf a jiní. Radami přispíval též francouzský zahradní architekt Jean Trehet, pracující pro Leopolda z Dietrichsteina. Autorem freskové výzdoby západní části kostela je německý malíř Jonas Drentwett.
Valenou klenbu s lunetami a presbytář zdobí ornamentální motivy akantů, listovce, kartuší, mušlí, rozvilin, záclon a oblaků, mezi nimi jsou namalováni andílci. V klenáku segmentu mezilodních arkád jsou malované erby polenské šlechty a městský znak. Na vítězném oblouku jeuprostřed dvojice oválných štukových erbů stavebníka kostela, knížete Leopolda z Ditrichštejna a jeho manželky Marie Godofredy ze Salmu. Strop je pokryt sestavou jemných štuk s mariánskou symbolikou. Stěny hlavní i bočních lodí tvoří kanelované pilíře, korintské hlavice, členité římsy a balustrády. Nad bočními loděmi, sklenutými českými (pruskými) plackami s klenebními pasy, se nachází empory zaklenuté hřebínkovou klenbou. V chrámu stojí deset oltářů .
Dlažbu z roku 1713 tvoří čtvercové pískovcové dlaždice, z části do ní byly použity také náhrobní kameny z předchozího kostela. V podlaze se dochovaly náhrobníky čtyř šlechtických rodin: uprostřed hlavní lodi Žejdliců ze Šenfeldu, kterou surovým způsobem vykradli roku 1898 dělníci firmy Antonína Suchardy z Nové Paky. Tuto krádež vyšetřily úřady až roku 1916, vyšetřování se tedy kvůli 1. světové válce opozdilo o 18 let. 
Cínová křtitelnice z roku 1617 pochází z předchozího kostela z protestantských dob, je zdobena reliéfy čtyř evangelistů a dvěma medailony. Je dílem jihlavského cínaře Lukáše Gleixnera, stejně jako cínové rakve Žejdliců v Městském muzeu v Polné.

### Sakristie
Uvnitř sakristie stojí bohatě vyřezávané skříně a vchod do tajné komory. Na stěnách visí obrazy sv. Jana Nepomuckého, sv. Václava, sv. Petra a Pavla z první poloviny 18. století.

### Věž
Má šest podlaží (pět pater a podvěží). Stěny jsou tvořeny až 1,85–3 metry tlustou zdí, visí v ní tři zvony, dva velké a malý umíráček sv. Vojtěcha. V horním patře je dochovaná světnička hlásného, ochoz věže je přístupný veřejnosti.

## Zařízení

### Oltáře
- Hlavní oltář Nanebevzetí Panny Marie má dřevěnou sloupovou architekturu, po stranách sanktuaria polychromové sochy Zvěstování: vlevo Archanděl Gabriel a vpravo Panna Marie, které na zakázku Leopolda Ditrichštejna ve Vídni. Oltářní obraz Nanebevzetí Panny Marie namaloval rakousko-italský malíř Martin Altomonte, dříve bylo autorství připisováno malíři Ignáci Raabovi.[19] Prostor doplňují sochy sv. Josefa a sv. Jáchyma.
- Kredenční oltář sv. Liguriáše

Nachází se nalevo od hlavního oltáře, pochází z roku 1806 a nechal jej vytvořit Tomáš Pokorný jako poděkování za uzdravení z dlouhodobé nemoci. Nedaleko od oltáře se nachází hrobky zbudované vrchnostenskými úředníky Adamem Františkem Maršákem z Palmberka a Maxmiliánem de Francy.
Oltáře na evangelní (severní) straně:
- Svatého kříže a svatého Jana Nepomuckého – má připomínat utrpení Ježíše Krista, nedílnou součástí je obraz Krista na kříži od Jindřicha Noska z Jihlavy
- Všech svatých – ceněnou součástí je obraz Všech svatých a skleněná rakev, ve které odpočívá z vosku vytvořený sv. Jan Nepomucký v životní velikosti. Zhotovili jej na náklady Ferdinanda Ditrichštejna v Římě roku 1680.[21]
- svaté Anny – pochází ze starého kostela, zhotovený v roce 1679
- sv. Jana Křtitele – s obrazem téhož světce

Oltáře na epištolní (jižní) straně:
- Černá kaple či Kaple mrtvých – pojmenovaný podle výzdoby téže barvy a symbolů smrti
- Matky Boží neposkvrněné – se sochami sv. Barbory a sv. Kateřiny
- sv. Judy Tadeáše a čtrnácti svatých pomocníků – zde stojí skříňka s ostatky sv. Liguriáše. Oltářní obraz dílem malíře Luca Antonia Colomby.
- sv. Filipa Neriho – s obrazem od Luca Antonia Colomby a se sochami svatých Václava a Leopolda, v dolní části vystupují řezby ze života sv. Václava.

Další vybavení: V presbytáři visí barokní znaková tapisérie rodu Ditrichštejnů.

### Varhany
varhany v roce 1708 na náklady děkana Václava Vojtěcha Čapka zhotovil moravský varhanář Jan David Sieber z Brna. V současnosti jsou to pravděpodobně největší dochované varhany z barokní doby vyrobené v českých zemích. Jsou umístěny na kruchtě velkého chóru v hlavní lodi. Skříň nástroje vyřezal polenský řemeslník Martin Morávek. Původně obsahovaly 1514 znějících píšťal. V průběhu let se několikrát opravovaly, více či méně odborně. Požár města roku 1863 se varhan nedotkl, ale způsobil rozeschnutí měchů, které se až do výroby nových nedaly použít.
Druhé menší varhany si pořídilo zdejší literátské bratrstvo koncem 16. století, byly přeneseny ze starého kostela,  stojí na literátském kůru a fungují na řemenový pohon (tzv. klakování), jedná se o nejstarší dochovaný nástroj v Polné.

## Prohlídky
Průvodcovskou službu provozuje denně od 8 do 16 hodin Děkanský úřad Polná, který sídlí naproti vchodu do chrámu.